# Bedegraine
 (juillet 2018).
Bedegraine est un lieu fictif évoqué dans plusieurs récits de la légende arthurienne. Il apparaît d'une importance première en tant que site d'une bataille où le Roi Arthur renforce son pouvoir après une victoire sur des seigneurs rebelles.

## Mentions et localisation
Bedegraine est tout d'abord mentionnée dans le Merlin de Robert de Boron, ouvrage en prose plus tard intégré au cycle du Lancelot-Graal. Le Merlin fait de Bedegraine la principale cité de Bretagne et de Carmélide, le royaume de Guenièvre et Léodagan, et décrit la victoire d'Arthur sur les rebelles en ce lieu. Alors que ses forces sont moins nombreuses que celles des rebelles menés par le roi Lot, Arthur résiste toute la journée avec l'aide secrète des rois français Ban et Bohort. Les rois rebelles doivent se retirer dans leurs terres pour repousser les envahisseurs saxons, et reconnaissent plus tard Arthur comme leur souverain légitime. 
Le Livre d'Artus, une continuation du Merlin, mentionne également Bedegraine et la situe à la frontière entre Logres et les Cornouailles. 
Bedegraine est un lieu important dans le Lancelot-Vulgate, une autre section du Lancelot-Graal. La cité, ici localisée à la frontière entre l'Irlande et la Carmélide, est l'une des cités où réside la cour d'Arthur. Elle devient le cadre de la plupart des épisodes de la "Fausse Guenièvre", dans lesquels un imposteur usurpe la place de la reine Guenièvre, qui doit fuir avec Lancelot. 
L'épisode de la bataille de Bedegraine est un événement important dans Le Morte d'Athur de Thomas Malory, qui décrit la défaite de onze rois rebelles contre Arthur comme l'étape finale de son accession à une souveraineté et une autorité indisputées,. 
L'écrivain français du XIIIe siècle Baudoin Butor, qui a écrit à propos des rois légendaires ayant précédé Arthur, fait mention de Bedegraine comme l'un des lieux de résidence de la cour de Vortigern.